# Leucauge rubripleura
Leucauge rubripleura là một loài nhện trong họ Tetragnathidae.
Loài này thuộc chi Leucauge. Leucauge rubripleura được Cândido Firmino de Mello-Leitão miêu tả năm 1947.